# Gary Woodland
Gary Woodland (sinh ngày 21 tháng 5 năm 1984) là một golf thủ chuyên nghiệp người Mỹ chơi cho PGA Tour.  Sau một sự nghiệp đại học thành công, anh đã chuyển qua thi đấu chuyên nghiệp vào năm 2007 và thi đấu một thời gian ngắn trên toàn quốc.  Woodland đã thi đấu trên PGA Tour từ năm 2009 và có bốn chiến thắng.  Anh được biết đến như một trong những người chơi dài nhất trong PGA tour. Năm 2019, Woodland đã giành chiến thắng tại Hoa Kỳ Mở rộng, chức vô địch lớn đầu tiên và chiến thắng chuyên nghiệp thứ sáu của anh.

## Tiểu sử
Woodland sinh ra ở Topeka, Kansas, con trai của Dan và Linda Woodland.  Anh học trường trung học Shawnee Heights ở ngoại ô Tecumseh.. Sau khi học trung học, anh theo học tại Đại học Washburn bằng học bổng bóng rổ, nhưng đã rời đi sau năm thứ nhất để theo học Đại học Kansas bằng học bổng golf. Anh học xã hội học khi còn ở Đại học Kansas.  Woodland đã có một sự nghiệp golf đại học thành công, chiến thắng bốn giải đấu trước khi chuyển sang chuyên nghiệp vào năm 2007.

## Sự nghiệp chuyên nghiệp
Sau khi chuyển sang chơi chuyên nghiệp, Woodland đã chơi trong một số giải đấu trong Giải đấu toàn quốc năm 2007 và 2008. 
Vào cuối mùa giải 2008, anh đã tham gia Trường đủ điều kiện (qualifying school) cho PGA Tour, và kết thúc trận đấu vào ngày 11, đủ tốt để kiếm cho anh ấy một thẻ đầy đủ để chơi trên PGA Tour vào năm 2009. Tuy nhiên, anh đã cố duy trì phong độ trong mùa giải đầu tiên của mình, chỉ thực hiện tám lần cắt trong 18 lần xuất hiện trước khi chấn thương vai cắt ngắn năm chơi golf của anh ấy vào tháng Bảy.